# Tococa parviflora
Tococa parviflora là một loài thực vật có hoa trong họ Mua. Loài này được Spruce ex Triana miêu tả khoa học đầu tiên năm 1871.